# 多洛雷斯 (烏拉圭)
多洛雷斯是烏拉圭的城市，由索里亞諾省負責管轄，位於該國西南部，毗鄰與阿根廷接壤的邊境，始建於1801年9月22日，海拔高度30米，2004年人口15,753。

## 外部連結
- INE map of Dolores